# Större rödmyra
Större rödmyra (Myrmica sulcinodis) är en myrart som beskrevs av Nylander 1846. Större rödmyra ingår i släktet rödmyror, och familjen myror. Arten är reproducerande i Sverige.

## Underarter
Arten delas in i följande underarter:
- M. s. eximia
- M. s. sulcinodis
- M. s. vicaria

## Bildgalleri

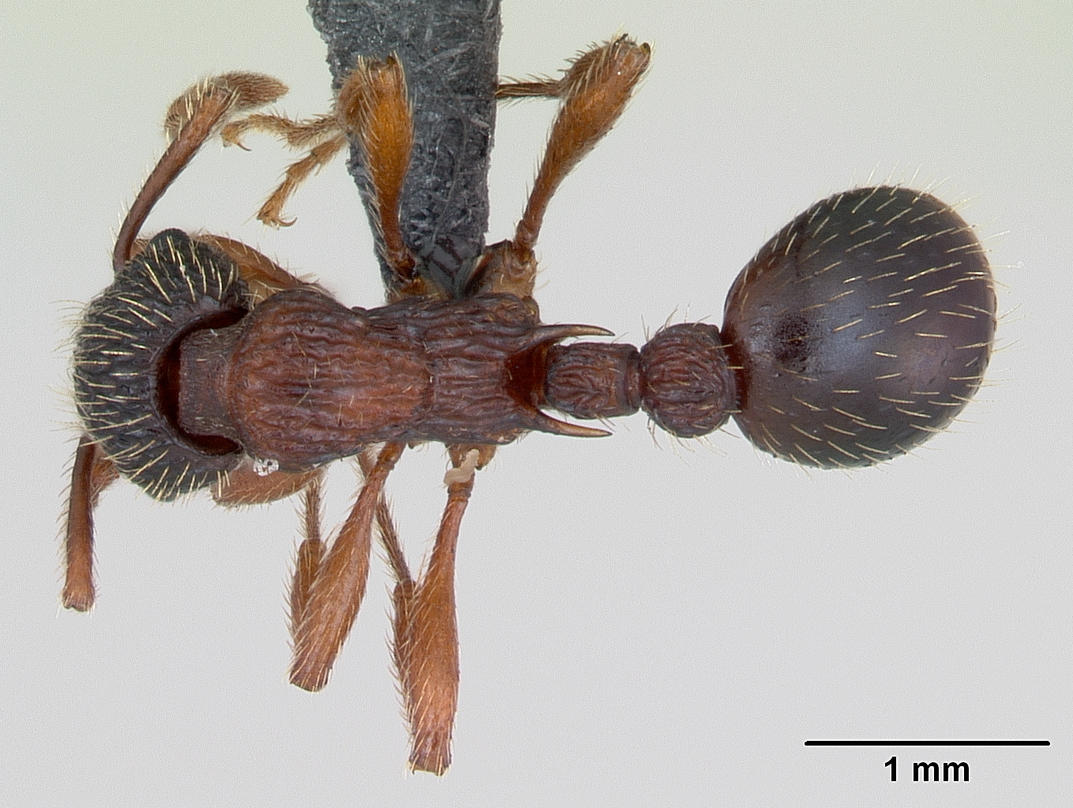
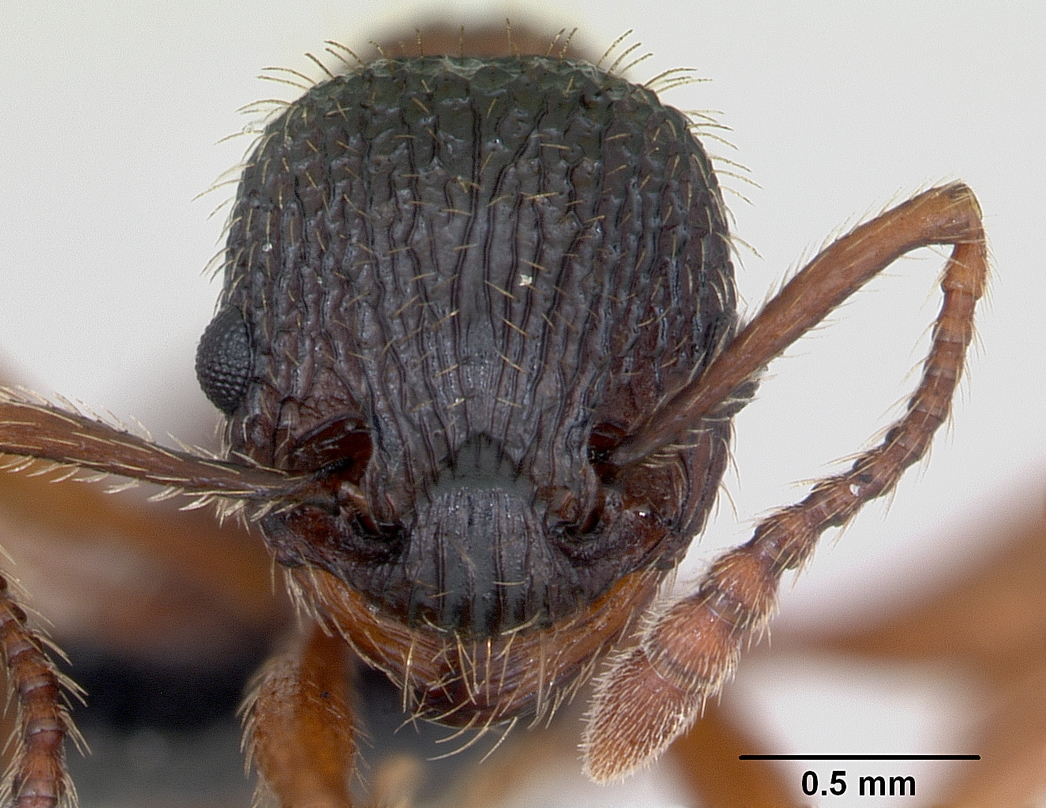
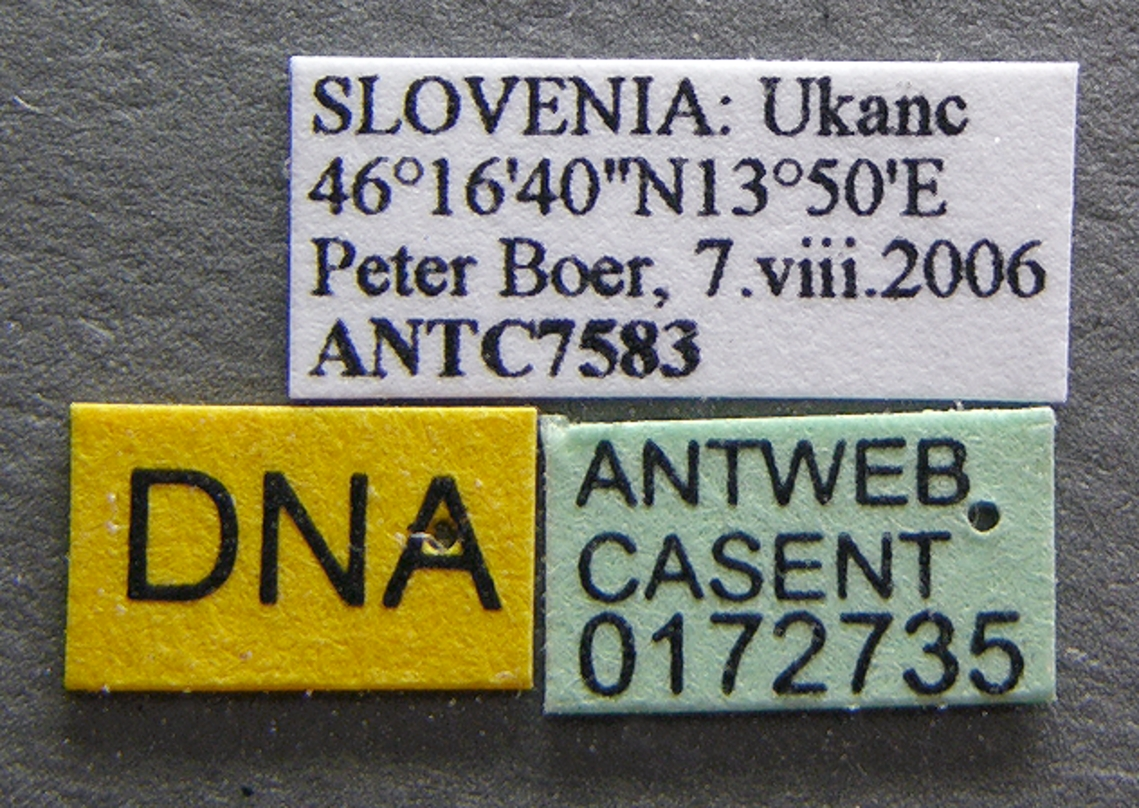
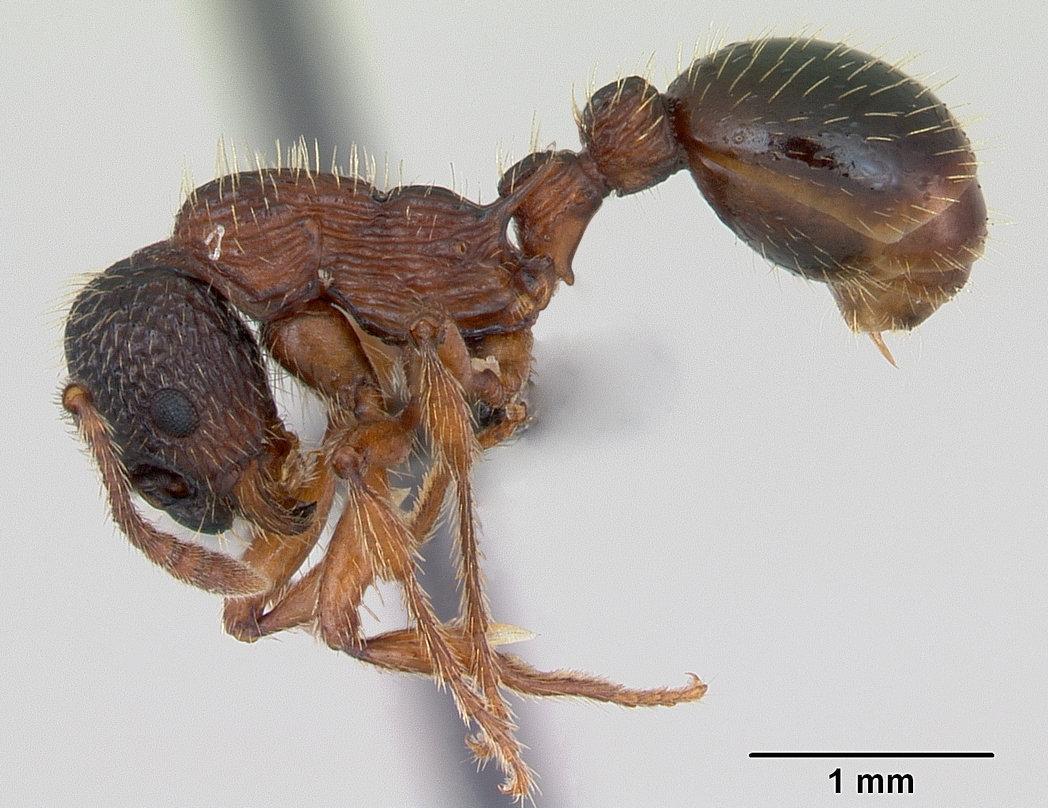
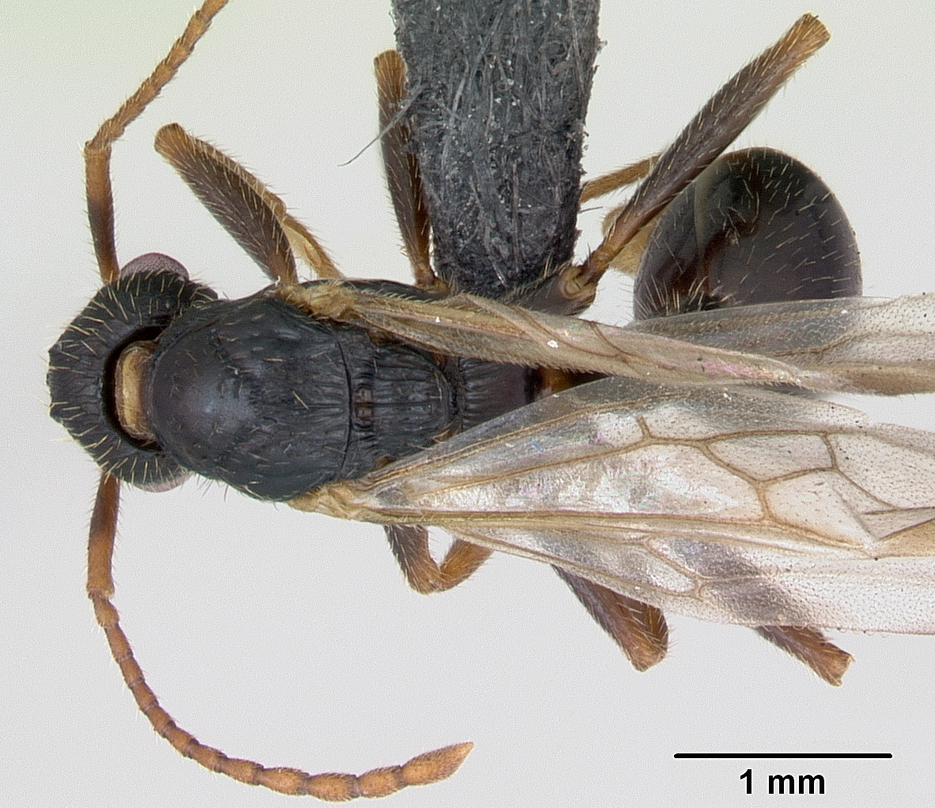
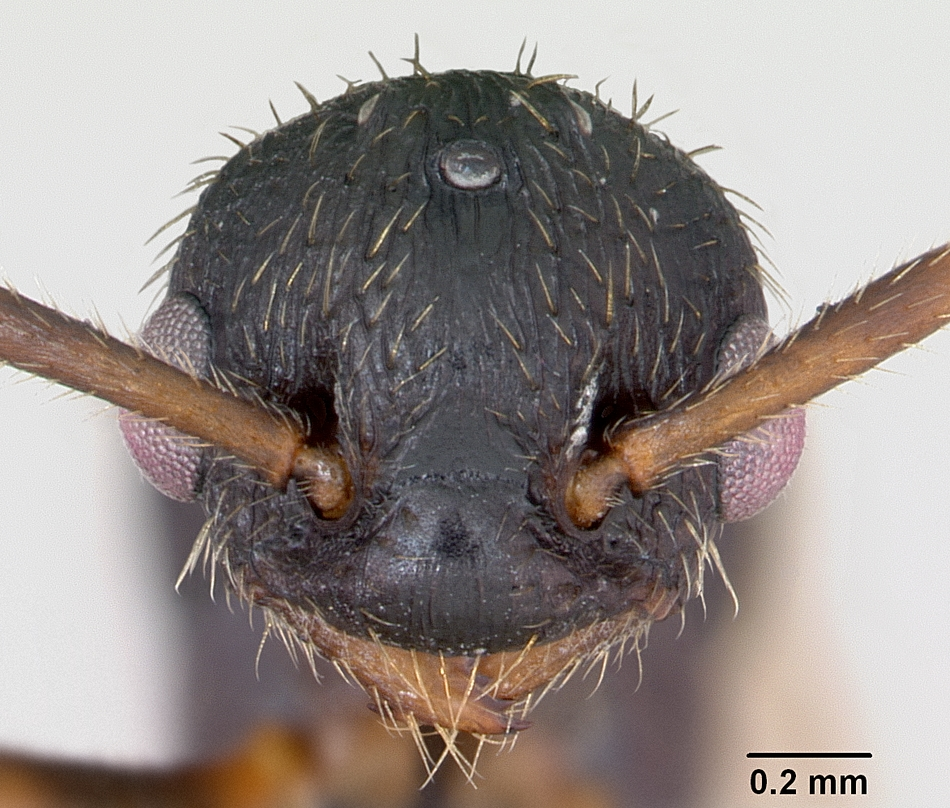